# Linda Schele
Linda Schele, née le 30 octobre 1942 à Nashville et morte le 18 avril 1998 à Austin, est une mésoaméricaniste américaine spécialiste en épigraphie et iconographie maya. Elle a contribué de manière importante au déchiffrement de l'écriture maya et a réalisé de nombreux dessins de stèles et d'inscriptions mayas.

## Biographie
Elle obtient une maîtrise de beaux-arts à l'université de Cincinnati, puis enseigne à l'université de South Alabama à Mobile. Elle se prend de passion pour l'art maya lors d'un voyage au Mexique en 1970. Elle prend part à une célèbre série de réunions de mayanistes connues sous le nom de Mesas Redondas de Palenque. En 1981, elle publie sa thèse de doctorat : Maya Glyphs: the Verbs. Elle fonde la même année les rencontres annuelles mayas de l'université du Texas à Austin. En 1986, elle organise avec Mary Ellen Miller au musée d'art Kimbell de Fort Worth au Texas une exposition qui a un grand retentissement : The Blood of Kings, mettant en lumière le rôle de la royauté sacrée dans la civilisation maya classique. Linda Schele décède prématurément d'un cancer en 1998.

## Publications
- The bodega of Palenque, avec Peter Mathews, 1979.
- Sacred site and world view at Palenque, in Dumbarton Oaks Conference on Mesoamerican Sites and World Views, 1981.
- Maya glyphs. The Verbs, 1982.
- The mirror, the rabbit, and the bundle, Dumbarton Oaks, 1983  (ISBN 0884021084).
- The founders of lineages at Copán and other maya sites, 1986.
- The blood of kings, avec Mary Ellen Miller, 1986.
- A forest of kings, avec David Freidel, 1990.
- Maya cosmos. Three thousand years on the Shaman's path, avec David Freidel et Joy Parker, 1993.
- Hidden faces of the Maya, avec Jorge Pérez de Lara, 1997.
- The code of kings. The language of seven sacred Maya temples and tombs, avec Peter Mathews, Scribner, 1998  (ISBN 068480106X).